# مايو (كيبك)
مايو (بالإنجليزية: Mayo, Quebec)‏ هي بلدية محلية في كيبيك تقع في كندا في Papineau Regional County Municipality. يقدر عدد سكانها بـ 572 نسمة ومساحتها 77.50 كم2 .